# 亞歷克斯·邵戈

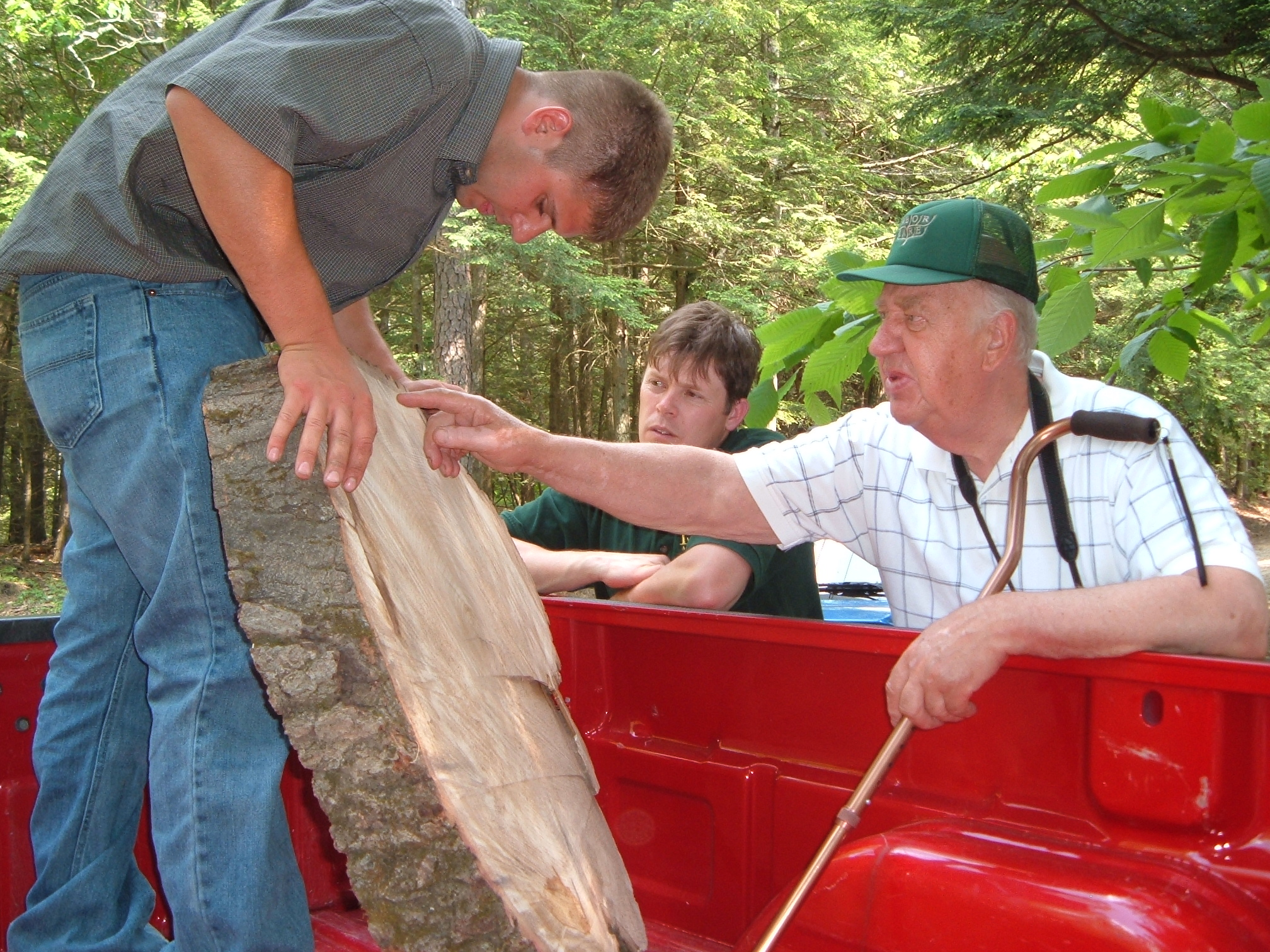
邵戈(右)在其中一個最後的研討會上，解釋橡樹剖片的標示區域。

亞歷克斯·邵戈（英語：Alex L. Shigo, 1930年5月8日—2006年10月6日），是一位美国生物學家、植物病理學家。他與美國國家森林局研究樹木腐朽的結果改進許多樹木管理的標準。邵戈走訪各地講述樹木生物學，讓樹藝師和林務工作者更能瞭解樹木。其廣泛大量研究作為樹木生物學以後廣泛的基礎。

## 生平
邵戈博士出生於賓州杜肯。他在早期職業生涯主要專研在樹木縱向腐朽擴散的研究，單人電鋸的發明讓樹木的縱剖研究變得可能，這使他能夠從剖開的截面觀察縱向觀察樹木衰變的擴散。一個重要的發現是樹木具有防堵衰變繼續發生的能力，他將此作用命名為樹木區隔理論（Compartmentalization of Decay in Trees, CODIT）。這個重大的發現導致樹藝學重新評估對樹木的管理方法，例如修剪的技術和腐朽後空洞的處理，因為許多空洞處理的現行作法實際上將促使樹木衰弱或是無效的。ANSI-300修剪準則與博士的研究相互印證。

## 著作
邵戈的出版品超過270個，範圍擴及論文、書籍、小書和影音光碟。邵戈在退休後與妻子Marilyn創辦了邵戈與樹協會（Shigo and Trees）。並到世界各地演講、舉辦研討會和參加示威活動，藉此分享他對樹木的熱情。2005年，他們將協會的相關業務轉交給女兒。

## 重要著作
- A New Tree Biology and Dictionary
- Modern Arboriculture - Touch Trees
- Tree Anatomy

## 外部連結
- Shigo and Trees, Associates LLC（页面存档备份，存于）
- 美國林務局